# البروتوكول الاختياري الملحق باتفاقية القضاء على جميع أشكال التمييز ضد المرأة
البروتوكول الاختياري الملحق باتفاقية القضاء على جميع أشكال التمييز ضد المرأة هو معاهدة عالمية تكرس آليات اتفاقية القضاء على جميع أشكال التمييز ضد المرأة المعروفة اختصاراً ب«سيداو». تسمح الأطراف المشاركة في المعاهدة للجنة الاتفاقية بسماع شكاوي الأفراد أو التحقيق في الانتهاكات الجسيمة أو المنهجية للاتفاقية. ولد البروتوكول مجموعة من القرارات بخصوص قضايا مثل: العنف المنزلي، إجازة الأبوة والتعقيم القسري، بالإضافة إلى تحقيقات حول القتل المنهجي للنساء في سيوداد خواريز بالمكسيك.
تم اعتماد البروتوكول من قبل الجمعية العامة للأمم المتحدة في السادس من أكتوبر عام 1999، ودخل حيز التنفيذ في الفترة من 22 ديسمبر 2000 حتى مايو 2016. يشمل البروتوكول 80 توقيعاً و107 أطراف.

## المراحل
عام 1979 اعتمدت الجمعية العامة للأمم المتحدة اتفاقية القضاء على جميع أشكال التمييز ضد المرأة، وقد حظرت المعاهدة التمييز ضد المرأة لكن لم تتضمن آلية تطبيق هذا الحظر.
وقد تم اقتراح آلية للشكوى الفردية في الصياغة الأصلية للاتفاقية لكن تم رفضها حينذاك. وبعد 15 عاماً، أشار إعلان فيينا في المؤتمر العالمي لحقوق الإنسان عام 1933 إلى الحاجة إلى إجراءات جديدة لتنفيذ الاتفاقية، واقترح "حق تقديم التماس". وقد قدم مجموعة من الخبراء آلية للشكوى والتحقيق عام 1994 وتم اعتمادها للدراسة من قبل الاتفاقية عام 1995، وقد صدق المؤتمر العالمي الرابع للمرأة على فكرة وضع بروتوكول اختياري عام 1995."
وفي 1996 قامت لجنة وضع المرأة بتشكيل فريق عمل لإنتاج صياغة رسمية. وبعد ثلاث سنوات من المداولات، تم اعتماد البروتوكول من قبل الجمعية العامة للأمم المتحدة في 6 أكتوبر 1999.

## الملخَّص

خريطة المشاركة في البروتوكول الاختياري في الاتفاقية المرتبطة بالقضاء على كافة أشكال التمييز ضد المرأة.
مصدق و مسجل
انضم أو تبع
مسجل ومصدق لكنه لا يعترف بفعالية المادة 8 و9
مسجل غير مصدق
غير مسجل

تشجب اتفاقية القضاء على جميع أشكال التمييز ضد المرأة جميع أشكال التمييز على أساس الجنس، وتلزم أعضاءها بإلغاء جميع قوانين التمييز ضد المرأة وضمان المساواة في مجال الصحة والعمل والتعليم. والبروتوكول تابع للاتفاقية، ولا يشتمل على حقوق إضافية، لكن يدخل الحقوق الواردة في الاتفاقية إلى حيز التنفيذ.
المواد من 1-7 تكرس آلية للشكاوى الفردية مماثلة للبروتوكول الاختياري الأول للميثاق العالمي للحقوق السياسية والمدنية، والبروتوكول الاختياري لاتفاقية حقوق ذوي الاحتياجات الخاصة، والمادة 14 من الاتفاقية الدولية للقضاء على جميع أشكال التمييز العنصري. يوافق الأطراف على اختصاص لجنة القضاء على التمييز ضد المرأة بالنظر في الشكاوى المقدمة من قبل أو نيابةً عن الأفراد أو الجماعات الذين يزعمون أن حقوقهم المكفولة من قبل الاتفاقية قد تم انتهاكها. وإذا تم تقديم شكوى نيابةً عن ضحية، لا بد من موافقتها وإلا فعلى مقدم الشكوى تبرير ذلك. وإمكانية تقديم الشكاوى نيابةً عن الضحية هو أمر مهم للسماح للمنظمات غير الحكومية كمنظمات حقوق المرأة وحقوق الإنسان لاستخدام البروتوكول وإدخال الاتفاقية إلى حيز التنفيذ.
ويجب على المدعي أن يكون قد استنفذ كافة وسائل الانتصاف المحلية، ولا يتم النظر إلى الشكاوى مجهولة المصدر أو الشكاوى من أحداث تمت قبل موافقة الدولة المعنية على البروتوكول. تقوم اللجنة بدراسة الشكوى وتقديم توصياتها إلى الطرف المعني، وقد تقوم بمطالبته بمعلومات عن أية إجراءات اتخذها بناءً على توصياتها.
المواد 8-10 تخلق آلية للتحقيق: إذ توافق الدول الأطراف أن تحقق اللجنة وتسجل وتعطي توصيات بشأن الانتهاكات الجسيمة أو المنهجية للاتفاقية، وعلى الدولة أن تقدم ملاحظاتها خلال ستة أشهر من تسلمها التوصيات، مع ضمان سرية التحقيق وتعاون الدولة الطرف في سبيل ذلك. ويجوز للدولة ألا توافق على الاعتراف بالمادتين 8-9، لكن لم تفعل ذلك سوى بنغلاديش وبليز وكولومبيا.
وتوصي المادة 11 بحماية الدولة الطرف للأفراد التابعين لها من أي أذى أو ترهيب بعد شكواهم للجنة.
وفي المادة 12 تتعهد اللجنة بتقديم تقرير سنوي بكل الإجراءات التي اتخذتها بموجب البروتوكول.
وتلزم المادة 13 الدول الأطراف بتوعية مواطنيها بالاتفاقية والبروتوكول وقواعد وتوصيات اللجنة.
أما المواد 15-21 قتنص على قواعد انضمام وتنفيذ الدول الأطراف للبروتوكول، وتسمح لها بتقديم اقتراحات لتعديله، وفي حالة قبول ما لا يقل عن ثلث الدول الأطراف عقد مؤتمر لدراسة الاقتراح، يتم ذلك، وتسري هذه الاقتراحات في حالة إقرار الجمعية العامة للأمم المتحدة بها وقبول الدول الأطراف بأغلبية الثلثين بها.

## التحفظات والعضوية
قدمت بعض الدول تحفظاتها بشأن البروتوكول، وقد مارست بنغلاديش وبليز وكولومبيا حقها بموجب المادة 10 بعدم الاعتراف بالمادتين 8-9. وليست كل دولة طرف في الاتفاقية هي أيضاً طرف في البروتوكول، ولا زالت العديد من الدول الكبرى خارج البروتوكول؛ كالولايات المتحدة الأمريكية التي لم توقع على البروتوكول لأنها لم تصدِّق على اتفاقية سيداو بعد، ولم تشارك اليابان في أية آليات اتصال فردي تابعة لمعاهدات حقوق الإنسان، لكنها تفكر حالياً في الانضمام إيماناً منها بفعالية هذه الإجراءات، والصين كذلك.

## الشكاوى الفردية
نظرت لجنة القضاء على التمييز ضد المرأة في إحدى عشرة شكوى ضد سبع دول منذ دخول البروتوكول إلى حيز التنفيذ في قضايا مثل العنف المنزلي وتقسيم الممتلكات والتعقيم القسري وإجازة الأبوة. وقد رفضت ستّاً منها لعد صلاحيتها أو لعدم استنفاذ كافة وسائل الانتصاف المحلية، وتم قبول خمس شكاوى، كالتالي:
عام 2005 قضت اللجنة بأن المجر قد انتهكت عدة مواد من الاتفاقية بعد حماية النساء من العنف المنزلي، وأوصتها بحماية مقدمة الشكوى من شريكها السابق، وأن على المجر أن تحسن من تعاملها مع قضايا العنف المنزلي، وسن القوانين بخصوص هذا الشأن، وقد طبقت المجر هذه التوصيات وأوردتها في تقريرها الدور السادس للجنة عام 2006.
عام 2006 أعربت اللجنة عن قلقها بشأن أحكام إجازات الأبوة في هولندا وطالبتها بجمع المعلومات عن النساء اللواتي يجمعن بين الدوام الجزئي مدفوع الأجر والعمل الحر، ومراجعة القوانين إذا وجد أن عدداً كبيراً من النساء يقع عليهن الظلم.
عام 2006 في قضية أخرى بالمجر، أقرت اللجنة بأن التعقيم القسري لامرأة غجرية هو خرق للاتفاقية. وأوصت بتعويض صاحبة الشكوى عن الانتهاك الذي تعرضت له، ومراجعة التشريعات المتعلقة بالموافقة المسبقة قبل عمليات التعقيم وضمان امتثالها للمعايير الدولية لحقوق الإنسان، مع مراقبة الخدمات الطبية في المجر لضمان تنفيذ الإجراءات.
وعام 2007 بخصوص قضية شهيدة غويكشه، وفاطمة يلدريم (كلتاهما متوفاة)، قضت اللجنة بأن الحكومة النمساوية فشلت في حماية النساء من العنف المنزلي، وأوصت بتعزيز تنفيذ ورصد قوانين العنف المنزلي وزيادة تدريب الشرطة.

## التحقيقات
عملاً بالمادة رقم 8، قامت اللجنة بالتحقيق في القتل المنهجي للنساء في سيوداد خواريز بالمكسيك، ووجدت ثغرات خطيرة في الامتثال لمواد الاتفاقية وتسامحاً من قبل الحكومة المكسيكية مع الانتهاك الجسيم والمنهجي لحقوق المرأة. وأمرت اللجنة الحكومة المكسيكية بالتحقيق في جرائم القتل ومعاقبة المقصرين والمتورطين في اضطهاد أقارب الضحايا، وزيادة خطط القضاء على العنف.

## التأثير والنقد
يمكن قياس تأثير المعاهدة الدولية بطريقتين: قبولها وتنفيذها. وقد حاز البروتوكول بالفعل على قبول دولي واسع، وأغلب الدول الكبرى أطراف فيه، وهو الثاني من حيث القبول بعد البروتوكول الاختياري الأول الملحق بالمعاهدة الدولية للحقوق السياسية والمدنية.
وفيما يتعلق بالتنفيذ، فعدد الشكاوى التي عالجتها اللجنة محدود. وفي تقييم أجرته المملكة المتحدة، وجد أن البروتوكول لم يستغل من قبل المنظمات غير الحكومية إلا بالكاد بعكس المتوقع، ولم يكن له تأثير كاف على صناعة القرار. ووجد أنه قد حقق نجاحاً محدوداً في تسليط الضوء على أهمية وجود سياسات فعالة لحماية المرأة من العنف المنزلي والتعقيم القسري، وبخلاف ذلك، لم ينجح البروتوكول في النهوض بحقوق المرأة، وأنه إن لم يتم بذل المزيد من الجهود لزيادة الوعي بالبروتوكول الاختياري وبناء الثقة في أحكام اللجنة؛ ستظل آليات الشكوى غير مستغَلة بالشكل الكافي.
انتُقد البروتوكول من قبل أكاديميين قانونيين كبال سوخوي بولي، ونسويين ككاثرين ماكينون الذي يرون أن آلية الشكوى صعبة وطويلة وتفتقر إلى الشفافية، وأن الطابع الطوعي غير الإلزامي لتوصياته يعد أحد أهم أسباب عدم فعاليته، بخلاف ذلك يرون أنه وسيلة قيمة للنهوض بحقوق المرأة.

## وصلات خارجية
- اتفاقية القضاء على جميع أشكال التمييز ضد المرأة، جامعة منيسوتا
- البروتوكول الاختياري الملحق باتفاقية القضاء على جميع أشكال التمييز ضد المرأة